# Okiscarta uchidae
Okiscarta uchidae är en insektsart som först beskrevs av Matsumura 1906.  Okiscarta uchidae ingår i släktet Okiscarta och familjen spottstritar. Inga underarter finns listade i Catalogue of Life.